# Steven Robb
Steven Robb (Perth, 8 maart 1982) is een Schotse voetballer (vleugelspeler) die sinds 2011 voor de Thaise eersteklasser Thai Port FC uitkomt. Voordien speelde hij onder meer voor Dundee FC, Dundee United FC en St. Mirren FC.

## Carrière
Robb startte zijn carrière in 2001 bij Dundee FC, waar hij meer dan tachtig competitiewedstrijden speelde. In zijn periode bij Dundee werd hij even uitgeleend aan tweedeklasser Raith Rovers FC. Op het einde van het seizoen 2004-05 degradeerde Dundee naar de Scottish Second Division, maar desondanks besloot Robb om bij de club te blijven spelen. Nadat Dundee niet terug kon promoveren tekende hij in juni 2006 bij de rivalen Dundee United FC. In de twee jaar dat hij actief was voor deze club kwam hij nauwelijks aan spelen toe door vele blessures. Na het seizoen 2007-08 verliet hij de club en tekende bij St. Mirren FC. Hij scoorde zijn eerste doelpunt voor de club in de met 7-0 gewonnen wedstrijd tegen Dumbarton in de CIS Cup.
Sinds 2011 speelt Robb voor Thai Port FC in de Thaise eerste klasse. 